# Allée couverte de Corn-er-Houët
L' allée couverte de Corn-er-Houët est située à Caurel dans le département français des Côtes-d'Armor.

## Protection
L'édifice est classé au titre des monuments historiques en 1998.

## Description
L'allée est incluse dans un tumulus ovalaire de 22 m de long et 8 m de large délimité par un péristalithe constitué de petites dalles dressées sur chant. L'allée elle-même s'étire sur 10 m de longueur pour une largeur comprise entre 1,20 m et 1 m (au centre). Elle est délimitée par vingt-et-un orthostates. La hauteur sous dalle n'est que de 1 m ; il ne subsiste que trois tables de couverture qui ont été déplacées.
L'entrée de la chambre est matérialisée par une dalle dressée à mi-longueur au milieu de l'allée. L'accès à l'intérieur de l'allée se fait par une entrée latérale côté sud-ouest située quasiment à l'extrémité sud de l'allée. Deux dalles du vestibule comportent un décor gravé composé d'un cartouche du type « tables de la loi » comme aux Pierres Plates à Locmariaquer ou à l'allée couverte de Luffang Tal-er-Roch à Crach.